# Pompônio Mela
Pompônio Mela (português brasileiro) ou Pompónio Mela (português europeu) (em latim: Pomponius Mela) foi um géografo romano. Nasceu em Tingentera (atual Algeciras), na primeira metade do século I d.C. , sendo contemporâneo do imperador Cláudio.

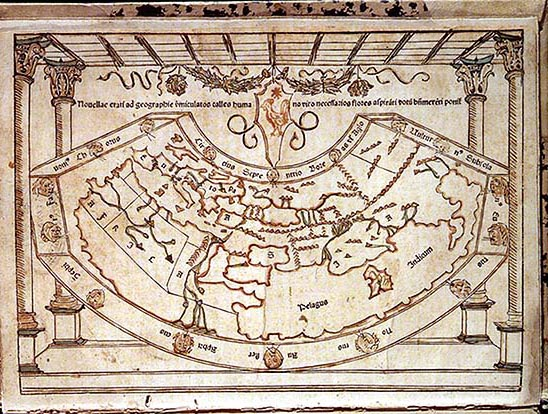
Representação do mundo, segundo Petrus Bertius, baseado em Pompónio Mela.

Pompônio Mela é autor da obra De Chorographia (também conhecida como Cosmographia ou De situ orbis), o primeiro tratado romano sobre geografia do qual se tem notícia . Escrito nos anos 40 do século I d.C., o tratado De Chorographia se divide em três partes: o primeiro livro se dedica a uma descrição geral do mundo e dos continentes, particularmente da África e da Ásia; o segundo livro trata das regiões da Europa e de diversas ilhas; o terceiro livro aborda os mares e as terras banhadas .
Embora a De Chorographie seja uma das primeiras obras na qual é realizada uma análise puramente geográfica, ela não apresenta dados técnicos e algumas de suas informações se demostraram equívocas. Apesar disso, essa obra é de grande importânica devido à descrição que o autor faz dos povos e costumes de seu tempo . Também foi a primeira obra a usar o termo Afri (que posteriormente originaria a palavra África) para se referir a um continente inteiro .
O seu estilo literário se assemelha ao de Salústio, pela sua elaborada retórica. Sua obra foi fonte para muitos autores, desde Plínio  até Petrarca. Durante o Renascimento foi um dos autores antigos mais admirados .
Pompônio Mela foi o primeiro a escrever sobre as criaturas fabulosas conhecidas como fadas . Ele também descobriu o Lago de Constança (em alemão: Bodensee) [carece de fontes?].